# Södervidinge landskommun
Södervidinge landskommun var en tidigare kommun i dåvarande Malmöhus län.

## Administrativ historik
Kommunen bildades i Södervidinge socken i Harjagers härad i Skåne när 1862 års kommunalförordningar trädde i kraft. 
Vid kommunreformen 1952 uppgick kommunen i Teckomatorps landskommun som upplöstes 1969 då denna del uppgick i Kävlinge köping som 1971 ombildades till Kävlinge kommun.